# Танінець Степан Васильйович
Степа́н Васи́льйович Таніне́ць (26 грудня 1927, місто Свалява, Підкарпатська Русь, Чехословаччина — 27 травня 2001, місто Будапешт, Угорщина) протягом  1947–1951 рр. був десятиразовим чемпіоном України, призером першості СРСР, багаторазовим чемпіоном та призером змагань у рамках першості республіканських, центральних рад ДСТ «Спартак», «Більшовик», «Наука», чемпіоном та рекордсменом Закарпаття.

## Кратка біографія
Батько, Танінець Василій Васильйович (1893—1949), мати, Теллингер Терезія Михайлівна (1902—1955) були підприємцями й вели своє ресторанне господарство у місті Сваляві. Молодий Степан ще на початку сорокових років у Мункачевькій гімназії почав займатися спортом. Захоплювався лижами й ковзанами, волейболом та баскетболом, а також і легкою атлетикою.
У 1947 році успішно поступив в Ужгородський Державний Університет на кафедру хімії, який закінчив у 1952 році. З 1952 по 1988 року працював на різних підприємствах Ужгороду, як інженер-хімик, енергетик, потім головний енергетик та головний інженер.
У 1954 році одружився з Раді Іриною Йосипівною (1931–2015). В цьому шлюбі народилося двоє дітей: син Степан (1955 року) та дочка Катерина (1958 року). У 1988 році Степан Васильович зі своєю дружиною перебуваючи на пенсії переїхали на постійне життя в Угорщину, де вже жили їх діти зі своїми сім'ями.

## Спортивна кар'єра
У спорті вибір було зроблено у 1947-му році, коли на юнацькій першості України, йому здалося перемогти у штовханні ядра. У тому, що вибір правильний, переконав час. Вже в 1948 році Танінець повертається з чемпіонату республіки з двома золотими медалями — за перемогу в бігу на 200 i 400 метрів з бар'єрами. А всього в колекції Степана Васильовича десять титулів чемпіона республіки. В тому ж 1948 році у складі збірної команди Укради ДСТ «Спартак» він виграє спартаківську першість країни в естафеті 4×100 м. Успішно виступав Танінець і в бігу на 110 метрів з бар'єрами, а також в «гладкому» бігу на 400 метрів та в десятиборстві.
Вищим своїм досягненням вважаю титул чемпіона України в десятиборстві у 1951 році, — розповідав Степан Васильович. — Десятиборство по праву називають вінцем легкої атлетики, це дуже складна дисципліна.
У 1951 році Танінець Степан Васильович входив у десятку кращих легкоатлетів СРСР в бігу на 110 м з бар'єрами (4 місце) та з десятиборства (5 місце).
Тільки шкодувати можна, що у тому 1951 році, після важкої травми він змушений був залишити великий спорт, адже йому тоді було лише 23 роки… Він був і залишається чи не найтитулованішим спортсменом закарпатської легкоатлетики.

## Результати спортивних досягнень
- Штовхання ядра — юнацька першість УРСР — 10,55 м — Київ — 1947 р.
- 200 м з бар'єрами — чемпіонат УРСР — 26,5 с — Київ — 1948
- 400 м з бар'єрами — чемпіонат УРСР — 59,2 с — Київ — 1948
- 200 м з бар'єрами — чемпіонат УРСР — 26,4 с — Київ — 1950
- 200 м з бар'єрами — чемпіонат УРСР — 58,5 с — Київ — 1950
- 110 м з бар'єрами — чемпіонат УРСР — 16,5 с — Київ — 1951
- Десятиборство — чемпіонат УРСР — 6157 оч. — Київ — 1951
- Біг на 400 метрів — чемпіонат УРСР — 51,5 с — Київ — 1951
- 200 м з бар'єрами — чемпіонат УРСР — 25,4 с (Київ 1951)
- 110 м з бар'єрами — чемпіонат УРСР — 15,4 с (Київ 1951)